# Grand Prix Hassan II 2009
Grand Prix Hassan II 2009 — тенісний турнір, що проходив на ґрунтових кортах у місті Касабланка, Марокко з 6 квітня . Належав до категорії ATP World Tour 250.

## Фінальна частина

### Одиночний розряд
Хуан Карлос Ферреро —  Флоран Серра 6–4, 7–5

### Парний розряд
Лукаш Кубот /  Олівер Марах —  Сімон Аспелін /  Пол Генлі 7–6(7–4), 3–6, [10–6]